# Валенсия, Хосе Адольфо
Хосе Адольфо Валенсия Арречеа (исп. José Adolfo Valencia Arrechea; 18 декабря 1991, Богота) — колумбийский футболист, нападающий клуба «Депортива Агропекуария».

## Карьера

### Клубная карьера
Валенсия — воспитанник клуба «Санта-Фе». В 2008 году выступал на правах аренды в клубе второго дивизиона «Хувентуд Соача».
15 декабря 2011 года Валенсия был взят в аренду клубом MLS «Портленд Тимберс» в качестве молодого назначенного игрока. 3 февраля 2012 года «Портленд Тимберс» объявил, что Валенсия перенесёт операцию на колене и пропустит 6—12 месяцев. Из-за его травмы MLS решила, что он не будет считаться назначенным игроком в сезоне 2012. 22 января 2013 года «Портленд Тимберс» объявил о выкупе Валенсии у «Санта-Фе» и о подписании с ним многолетнего контракта. В высшей лиге США он дебютировал 3 марта 2013 года в матче стартового тура сезона против «Нью-Йорк Ред Буллз», выйдя на замену во втором тайме вместо Калифа Альхассана. 18 мая 2013 года в матче против «Ванкувер Уайткэпс» забил свой первый гол в MLS.
15 января 2014 года отправился в аренду в клуб чемпионата Аргентины «Олимпо» на сезон. 23 августа 2014 года перешёл в «Росарио Сентраль». 5 февраля 2015 года отправился в аренду в «Индепендьенте» на один год.
9 августа 2016 года вернулся на родину, подписав контракт с «Онсе Кальдас» на один сезон. В 2017 году вернулся в «Санта-Фе».
Летом 2017 года подписал контракт с клубом чемпионата Португалии «Фейренсе».
В июле 2019 года перешёл в аргентинский клуб «Сентраль Кордова». 3 января 2020 года покинул «Сентраль Кордова» по обоюдному согласию сторон.
6 января 2020 года перешёл в клуб чемпионата Эквадора «Дельфин».
В июне 2023 года подписал однолетний контракт с клубом чемпионата Мьянмы «Янгон Юнайтед». 31 октября 2023 года расторг контракт с «Янгон Юнайтед» по обоюдному согласию сторон.
4 ноября 2023 года подписал контракт с клубом второй лиги Индонезии «ПСМС Медан».
1 февраля 2024 года на правах свободного агента подписал контракт с клубом аргентинской Примеры Насьональ «Патронато» до декабря года.

### Международная карьера
В составе сборной Колумбии до 20 лет Валенсия принимал участие в молодёжном чемпионате мира 2011.

## Личная жизнь
Хосе Адольфо Валенсия — сын Адольфо Валенсии.

## Достижения
Командные
 «Санта-Фе»
- Обладатель Кубка Колумбии: 2009
- Победитель Суперлиги Колумбии: 2017